# Iglesia de San Antonio de Padua (Barbosa)
La Iglesia de San Antonio de Padua es un templo de culto católico bajo la advocación de San Antonio de Padua, está ubicado en el parque principal “Simón Bolívar” del municipio colombiano de Barbosa (Antioquia). El edificio es ecléctico en el que predominan rasgos de estilo neorrománico, la construcción en sí fue lenta y dispendiosa, comenzó en 1880 y termina totalmente en 1948. La iglesia pertenece a la jurisdicción eclesiástica de la Diócesis de Girardota desde 1988.

## Historia
En el Río Abajo o Hatillo de Barbosa, en el siglo XVIII había varias haciendas que tuvieron capillas y compitieron para que allí se instalara la parroquia, separada de Copacabana.
Jerónimo Lara construyó una capilla a San Marcos en Graciano en 1747. En 1755 Gregorio Ignacio Hernández creó la capilla de San Gregorio en la Eme. En 1773 Gabriel Muñoz edifica una en su hacienda Barbosa, que se transformó en viceparroquia sufragánea de Copacabana; en 1792 las capillas eran edificaciones rústicas tenían pocos ornamentos y carecían de las ventanas, los curas eran ausentistas.

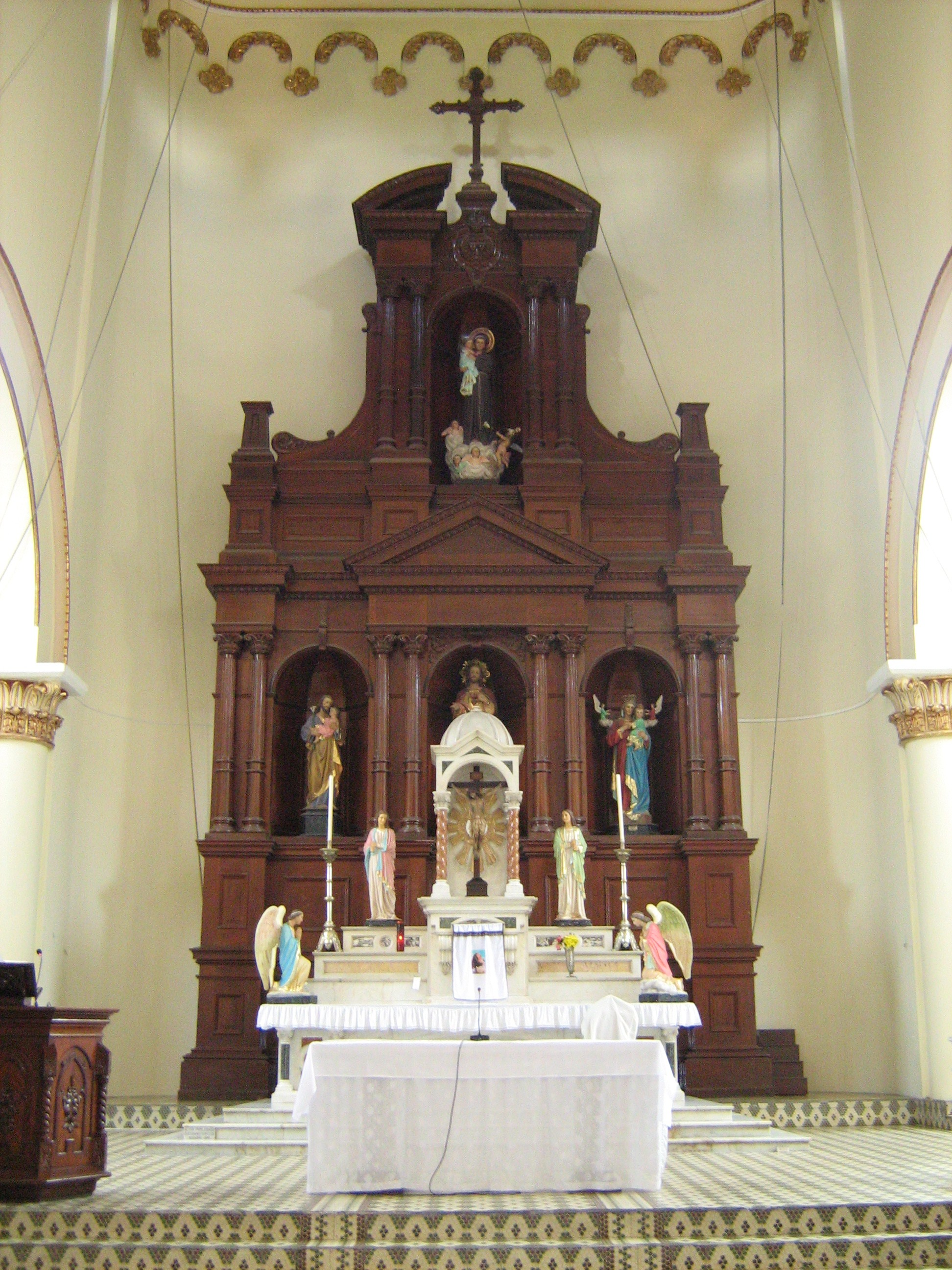
Altar mayor

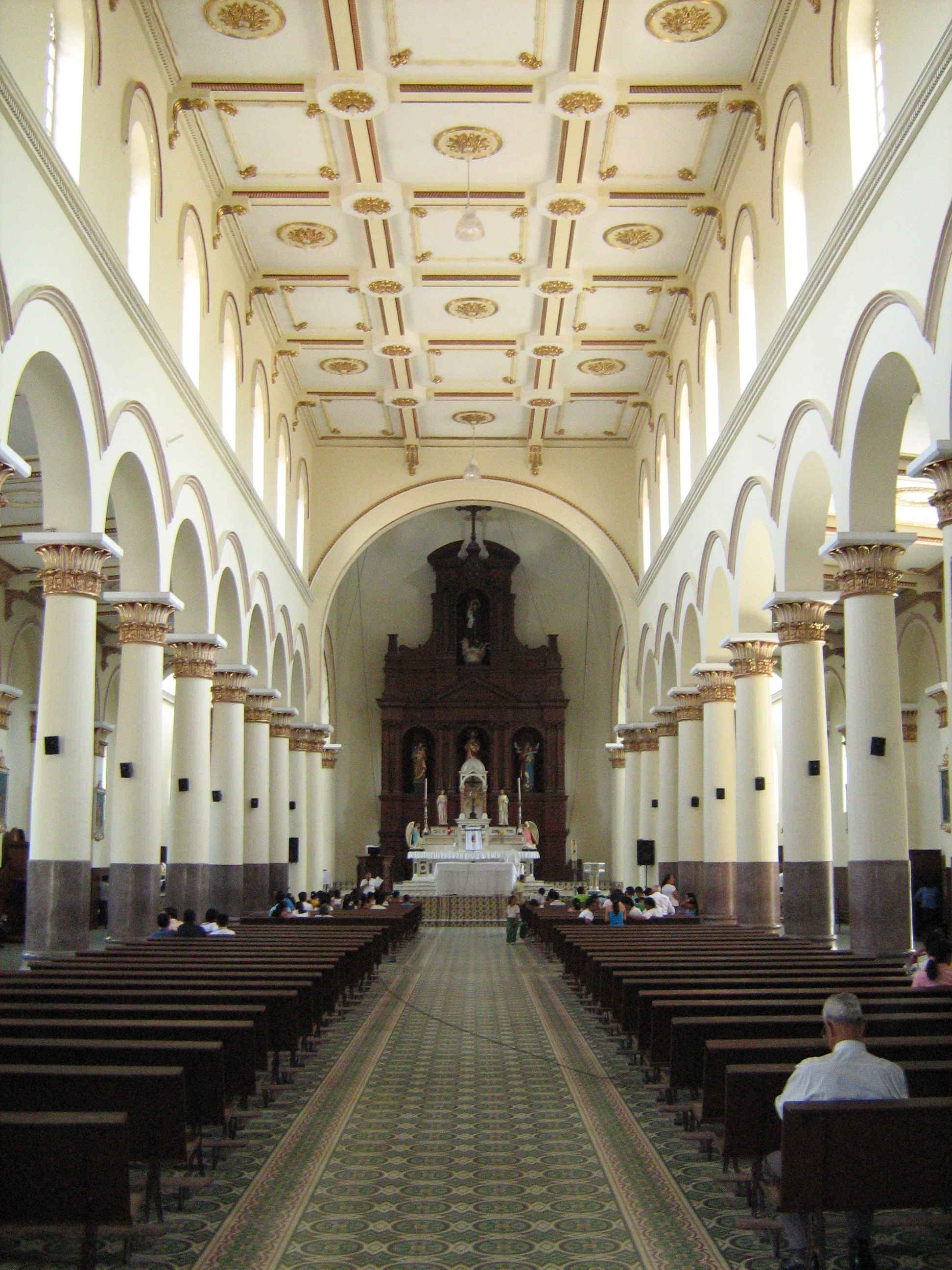
Nave central

Alrededor de la capilla y terrenos donados por Gabriel Muñoz se estableció en 1796 la parroquia de la Nueva Colonia de Barbosa, llamada también nueva población del Señor San Antonio de Barbosa, jurisdicción de la Villa de Medellín, provincia de Antioquia, obispado de Popayán en el Nuevo Reino de Granada. Era la que contaba con las mejores características para generar a sus pies un pueblo, estaba en medio de dos quebradas que la abastecían de agua, con terrenos planos para la plaza y calles y a una prudente distancia del río Medellín.
Dicha capilla desde su construcción hasta hoy se le ha conocido como de San Antonio de Barbosa, San Pedro Clavel y María Auxiliadora, y durante el siglo XIX y casi la mitad del siglo XX fue el principal centro religioso, el cual era de poca capacidad en 1870, razón por el cual se comenzó la construcción del actual templo en la plaza de abajo (hoy parque Simón Bolívar) en 1880, bajo el curato del párroco Pablo Pineda. La obra como tal fue lenta y dispendiosa por falta de recursos económicos, lo cual llevó a dicho párroco y a sus inmediatos sucesores a recurrir de las limosnas y dádivas generosas para darle feliz término. En 1892 el nuevo templo de 28 por 72 varas apenas tenía muros y columnas sin terminar. En 1913 había un tejar, 10 obreros, 28 ventanas y la puerta mayor fue donada por Elías Isaza. En 1919 se construía el altar mayor y las hijas de María recolectaban fondos para el sagrario. En 1920 Monseñor Acosta compró una custodia de plata. En 1925 terminaron el altar lateral, el bautisterio, el púlpito y se adquirieron imágenes.
En 1928 se compró un reloj y una campana para el templo. Sin embargo, imprevistos en su estructura general, relacionados con algunas fallas presentadas en los techos de la nave central hicieron que la obra se retrasara aún más. Se consultaron varios expertos Ingenieros y el dictamen fue que el Templo había que tumbarlo, pero José Luis Zuleta Sierra residente de Barbosa y Arquitecto Empírico y escultor, dijo yo puedo  arreglarla no la tumben y así fue, lo hizo y hoy  9 de julio de 2021 el Templo hoy llamado San Antonio de Pauda, sigue en pie. Fue José Luis Zuleta Sierra también el que realizó todos los decorados  en yeso y laminilla de oro de este  templo San Antonio de Padua (Barbosa) y quien construyó el altar que se conoce como el cerro de la Virgen tanto su estructura, como la imagen de la virgen que se encuentra en el.
( En 1938 José Luis Zuleta también arreglo el templo de Nuestra Señora de la Merced (Yarumal) después de graves daños ocasionados por un sismo que se produjo la noche del viernes 4 de febrero de 1938 y  que causó serios daños en la edificación del templo.) 
En agosto el Arzobispo Cayzedo declaró el altar mayor privilegiado, cotidiano y perpetuo. La construcción terminó en 1948, a los 68 años de haberse iniciado. El 18 de agosto Monseñor García, Arzobispo de Medellín, ordena estrenar el templo. Desde entonces la Iglesia de San Antonio de Padua es el principal centro del culto de Barbosa.